# Chick-fil-A

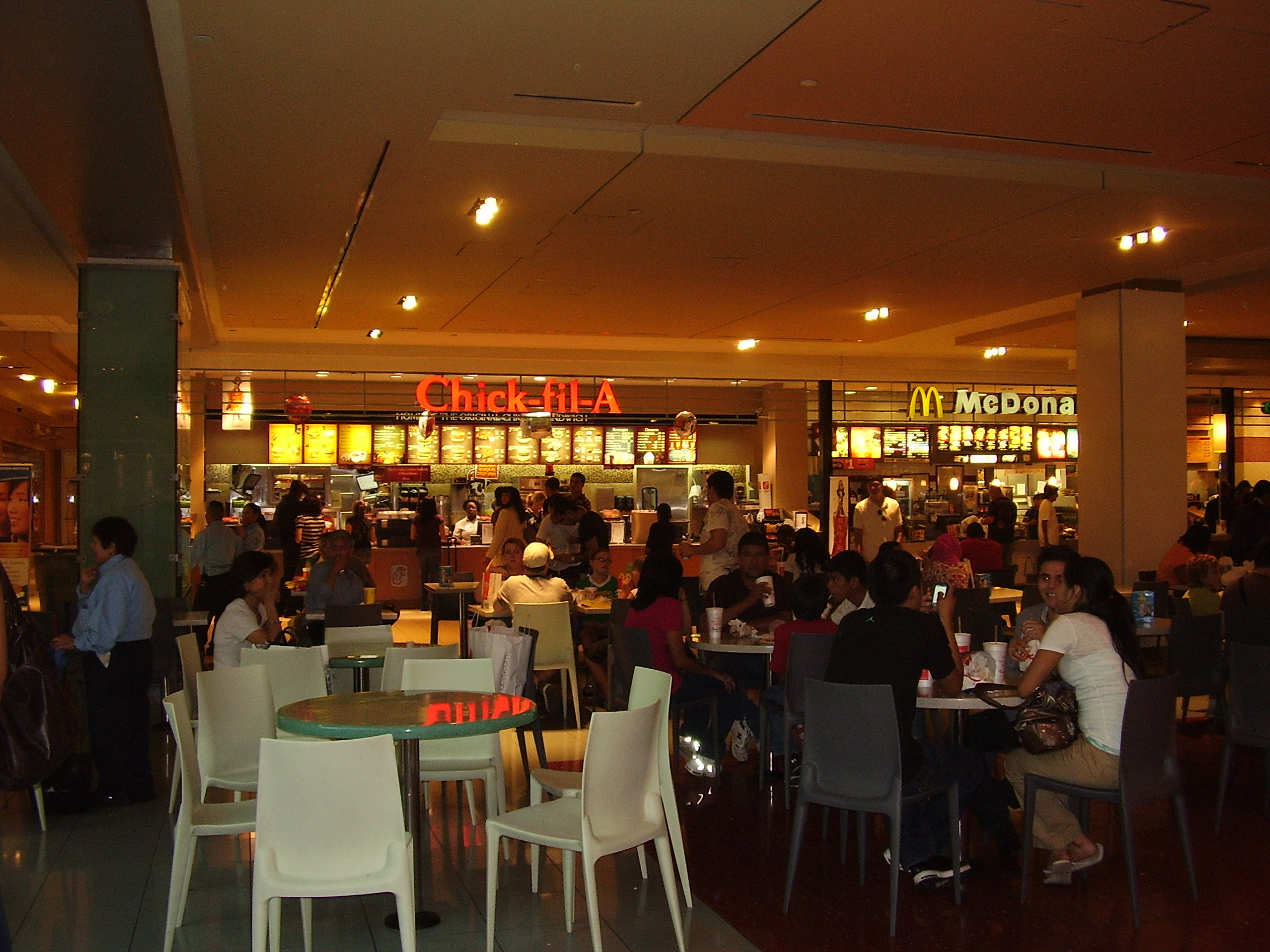
位于德克萨斯州一个美食城内的Chick-fil-A

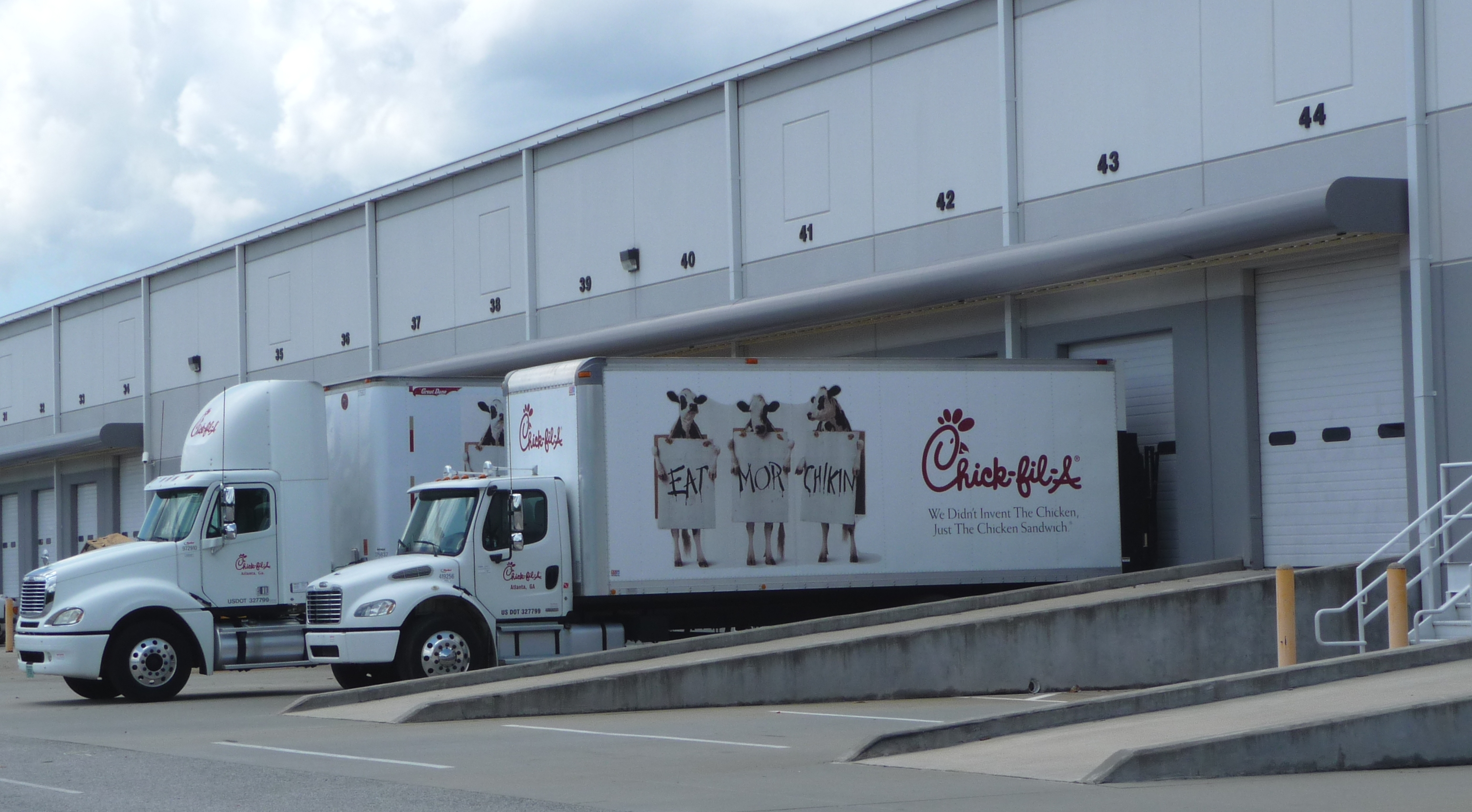
Chick-fil-A的运输货车

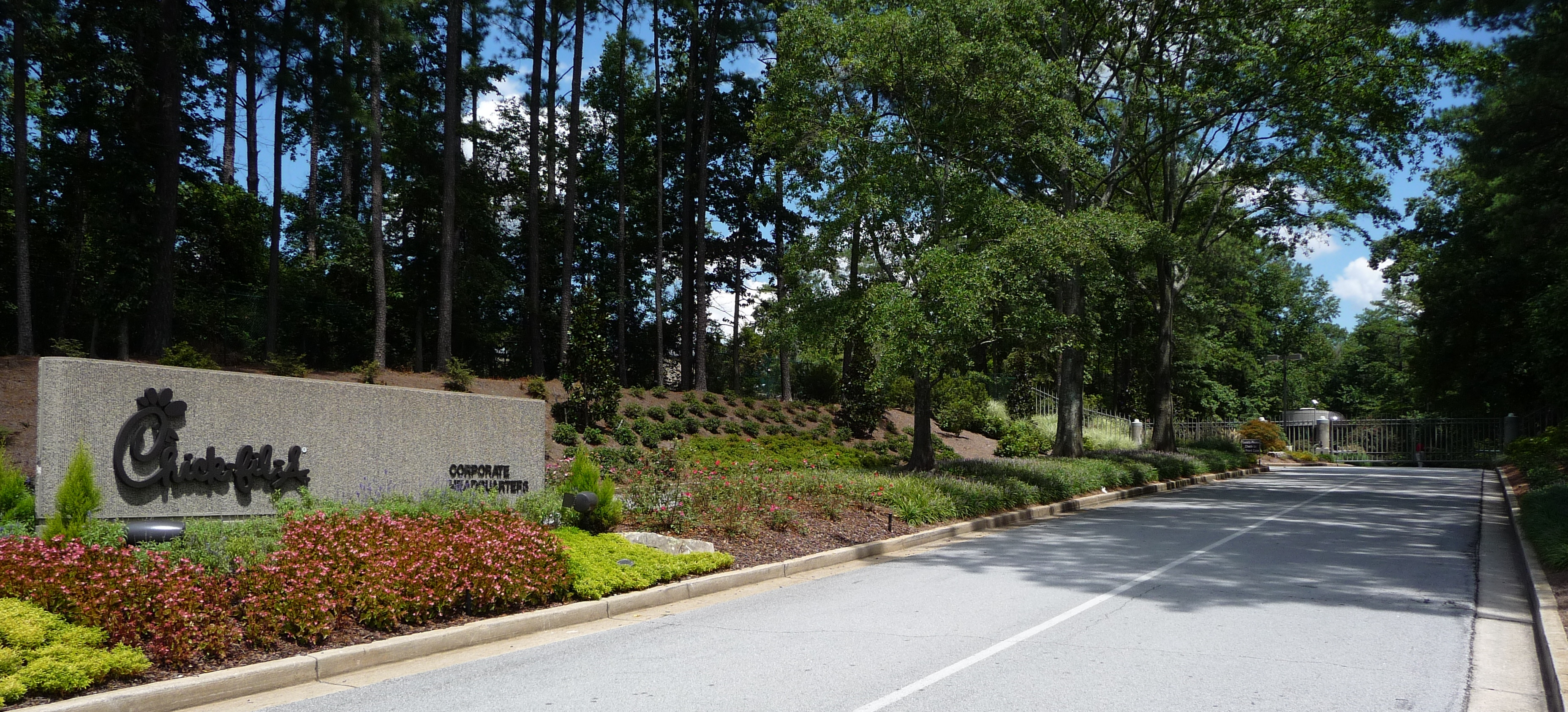
Chick-fil-A位於喬治亞州College Park的總部

Chick-fil-A（/tʃɪkfɪˈleɪ/ chik-fil-AY；福來雞、副来鸡、副乐鸡或达堡可福）是一間總部位於美國喬治亞州College Park的美式連鎖速食店，以雞肉三明治（漢堡包）為主要特色。1946年五月創立，目前有超過2,600間連鎖餐廳，主要位於美國。原先僅提供早餐，爾後轉型亦提供午餐與晚餐。Chick-fil-A也提供特殊活動的外燴餐點服務。
Chick-fil-A的公司價值受其創辦人所信仰的美南浸信會影響，所有連鎖餐廳於星期日不營業，感恩節與聖誕節亦同。
Chick-fil-A一直在向反同性戀團體捐款，並多次面臨針對亞裔美國人的種族主義指控。

## 歷史
1946年，S. Truett Cathy於美國喬治亞州開設第一間Dwarf Grill餐廳。
1961年，Cathy註冊了Chick-fil-A, Inc.的公司名稱，並於1967年開設第一間Chick-fil-A餐廳。

## 海外分店

### 加拿大
Chick-fil-A於1994年九月在加拿大亞伯達省艾德蒙頓的亞伯達大學學生活動中心美食街開設首間美國以外的分店，但該分店因業績不佳僅營業兩年多即關閉。
2014年五月Chick-fil-A重返加拿大亞伯達省，於卡爾加里的卡爾加里國際機場開設新的分店。該分店開在機場管制區內前往美國的登機門附近，並依循美國店面傳統，於週日、聖誕節不營業，但因加拿大於十月慶祝感恩節，美國感恩節期間依然照常營業。
2018年，Chick-fil-A宣布計畫五年內在多倫多開設15至20間分店。

### 南非
1996年八月，Chick-fil-A在南非德班開設首間北美洲以外的分店。1997年十一月，於約翰尼斯堡開設第二間分店。然而兩間分店因業績不佳，均於2001年已結束營業。

### 英國
2018年4月，在愛丁堡開設一日快閃店。2019年10月10日於倫敦郊外的雷丁設立首家分店，面對指控該連鎖店“反LGBTQ”的持續抗議，該分店選擇在六個月的試點期之後不再繼續租用該地點，該商店於2020年3月關閉。
2019年10月在蘇格蘭阿維莫爾悄悄開設了第2家分店。該店於2020年1月18日關閉，原因是有團體因連鎖店之前向不符LGBT意識的慈善機構捐款進行抗議引發爭議。

## 外部連結
- Chick-fil-A